# La vedova elettrica
La vedova elettrica (Le Septième Ciel) è un film del 1958 diretto da Raymond Bernard.

## Trama
Brigitte, ricchissima vedova, proprietaria della famosa industria della Birra Tre stelle, vive in un sontuoso castello e, valendosi dell'aiuto dell'amico Lestrange che, innamorato di lei, spera di sposarla, si dedica ad opere di beneficenza. Per procurarsi i fondi che le sono necessari per mandare avanti le sue vaste imprese benefiche, Brigitte attira in casa sua i più disonesti rappresentanti della finanza, ed ogni volta, valendosi delle sue arti femminili, sa indurre l'ospite a consegnarle a titolo di prestito una forte somma, poi l'uccide e ne seppellisce il corpo nel giardino, presso la tomba del suo defunto marito. Con ciò ella è convinta di aver compiuto ogni volta un'opera buona, in quanto ha indotto un uomo disonesto a contribuire, sia pure senza volerlo, ad una buona azione.
Anche Portal, uomo che ha fama di essere ricco, ma in realtà vive di espedienti, viene preso di mira da Brigitte e finisce come gli altri. Egli però si era fatto prestare da altri la somma che Brigitte, prima di ucciderlo, gli aveva carpito. L'affarista Villa che, per il tramite del comune amico Xavier, aveva prestato i denari a Portal, è deciso a ricuperarli. Egli ha dei sospetti su Brigitte e dà a Xavier l'incarico di chiarire la faccenda. Xavier scopre dove sono andati a finire gli affaristi scomparsi, ma ingannando Villa, ricatta per conto suo la vedova, esigendo da lei un'ingente somma; Brigitte ordina a Lestrange di liberarla del ricattatore, ma Villa lo previene, uccidendo Xavier. Ora Villa e Brigitte si trovano l'uno di fronte all'altro, ma l'improvviso e reciproco amore che sboccia tra di loro li rende dimentichi d'ogni altra cosa. Questo amore improvviso esaspera Lestrange, che uccide il pericoloso rivale, ma in seguito ad una banale distrazione perisce egli stesso.
Brigitte è rimasta sola ed ogni sospetto sul suo conto si è definitivamente allontanato. Nella piccola città, dove vive, le viene eretto un monumento; ma durante l'inaugurazione si scatena un improvviso temporale ed un fulmine uccide Brigitte, che aveva preso la parola per ringraziare i concittadini.